# Матьеризм

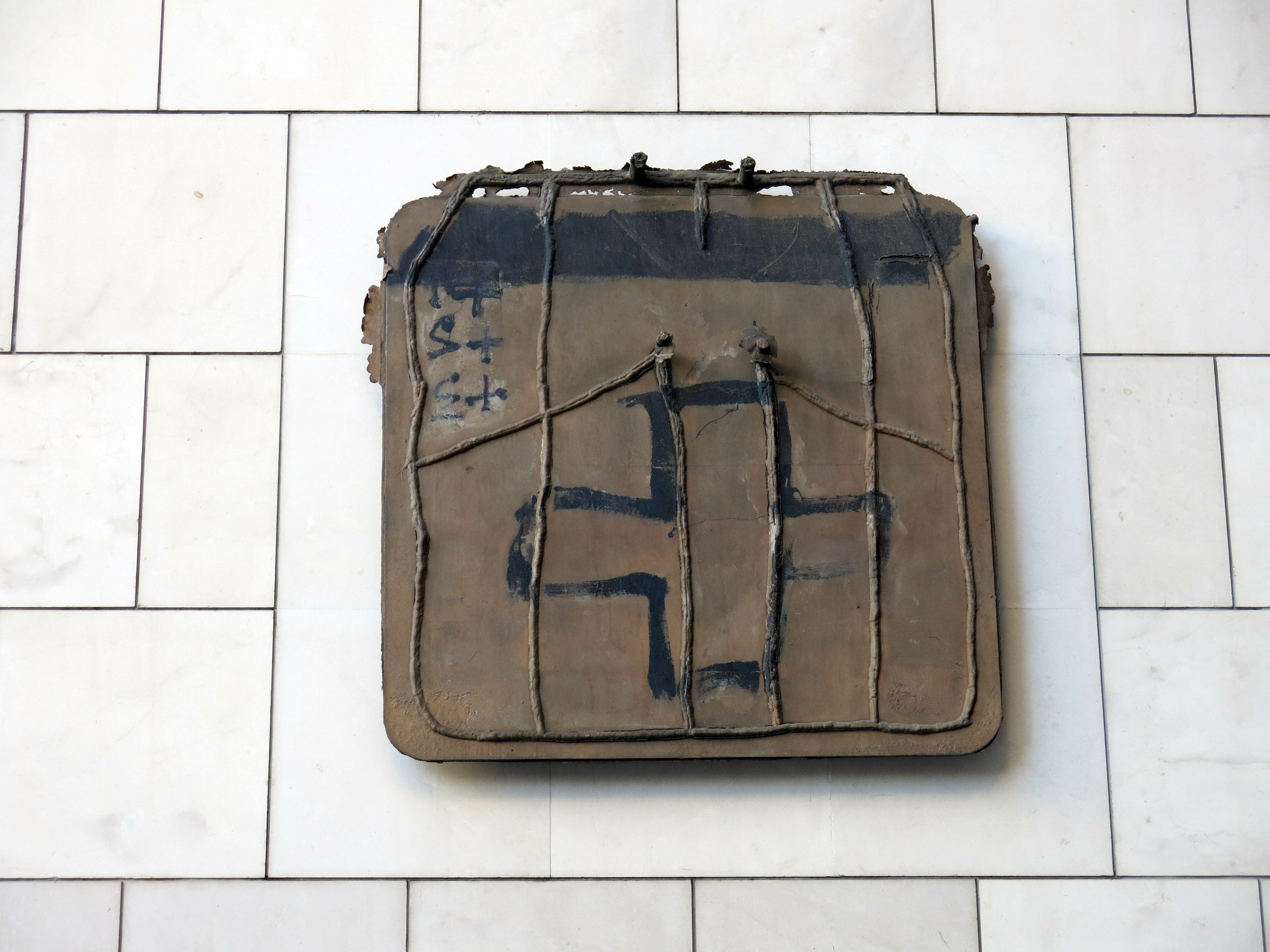
Картина Антони Тапиеса

Матьеризм (фр. Matiérisme) — живописное течение, относящееся к европейскому неформальному искусству, зародившееся во Франции вскоре после Второй мировой войны. Распространилось в Европе в конце 1940-х — начале 1950-х годов. Весомую роль в распространении движения сыграл французский искусствовед Мишель Тапи.
Считается, что матьеризм родился во Франции, после появления работ художников Жана Фотрие и Жана Дюбуффе. Вместе с тем он также характерен работам Антони Тапиеса, которые были отнесены в Испании к движению pintura materica — материальная живопись в 1947—1948 годы. Также к истокам зарождения движения относятся работы Альберто Бурри, который описал свой стиль как «полиматериализм» и создавал произведения из пемзы, смолы и мешковины, и работы Лучо Фонтана, относящиеся к спациализму.
Испания, Италия и Франция, таким образом, являются странами, где материальная живопись получила наибольшее развитие, именно здесь зарождение нового направления перекликается с существующими движениями, такими как КОБРА и Гутай.

## Определение
Главная особенность матьеризма — это абстрактная живопись с использованием различных нетрадиционных материалов, добавленных к холсту, сохранённых в качестве основной опоры произведения и обработанных по толщине и импасто с использованием оксида цинка, карбоната кальция или полимеризованного масла, с такими примесями как: песок, гравий, штукатурка, воск, гудрон, ветошь, дерево, нить, кусочки стекла, металлолом, ботанические элементы и так далее. Помимо добавления этих нетипичных материалов, художник мог растирать поверхность изобразительного материала с помощью различных инструментов или голыми руками, оставляя следы царапин, надрезов или даже отпечатки узорных объектов, использовать лак, что вызывало деформацию и растрескивание, а также поверхность могла деформироваться или частично разрушаться с использованием порезов, проколов или ожогов. Цвета полотен могли варьироваться, и композиционно полотно могло состоять из различных областей с добавлением материала или без него.

## Прецеденты и преемственность
До становления движения в истории искусства бывали прецеденты, когда другие художники небрежно обращались с холстом или вводили в него элементы, которые были чужды живописи.
Кубисты включали в свои коллажи нетипичные материалы: песок, газетные статьи или пачки сигарет. Например, Пабло Пикассо в картине «Голова человека в шляпе» (1912-13 год) использовал уголь, живопись маслом, тушь, песок и бумажные палочки. Жорж Брак в работе «Компотье, бутылка и стекло» (1912 год) использовал холст, масло и песок. У дадаистов уже существовала особая манера обработки поверхности холста (порезы, складки): Пола Клее в картине «Анатомия Афродиты» (1915 год), Жан Арп в картине «Der Hirsch» (1914 год). В работах реди-мейда Марселя Дюшана «Велосипедное колесо» (1913 год), Рауля Хаусмана и Рэя Мана прослеживается предвосхищение искусства ассамбляжа, некоторые работы выполнялись на поверхностях отличных от холста (деревянные доски, металл и т. д.); в то время как кубистские скульптуры Пикассо и Генри Лорена оказали влияние на русских художников-авангардистов, таких как Владимир Татлин («живописные рельефы» и «контррельефы» 1914 года) или Иван Пуни «Композиции» (1915 год).
Наконец, сюрреалисты также начали наносить на холст различные материалы, например, Андре Массон в полотне «Мёртвые лошади» (1927 год) использовал масло и песок на холсте, Сальвадор Дали в работе «Гнилой осёл» (1928 год) использовал масло, песок, гравий на дереве, Жоан Миро в работе «СоӀӀаge» (1929 год) использовал смолистую бумагу, карандаш, наждачную бумагу, проволоку, сшитые ткани, наклеенные на уложенную бумагу, положенную на фанеру.
Что касается обработки изобразительного материала, в дополнение к «царапанию», используемому Антуаном Певснером в полотне «Замаскированная женщина» (1913 год), затем Максом Эрнстом, Полем Клее или Эстебаном Франсесом, художниками стал использоваться воск, пионерами были Камиль Бриан в 1936 году и Виктор Браунер в 1943 году. Последний также будет одним из первых, кто станет прикреплять объекты непосредственно на большие холсты, сохраняя их поддерживающую роль, например целлулоидные куклы и искусственные растения. Наконец, Саймон Хантай представит даже скелеты животных.
Художники направления информализм или те, кто в Америке преуспеют в абстрактном экспрессионизме использует те же методы, также восстановив идею объединения из холсте повседневных предметов или отходов (новый реализм, поп-арт, КОБРА и т. д.). Тем не менее, принимая во внимание размер и различную природу материалов (дерево, металл, пластик). Большинство из этих работ затем легче ассимилируются с ассамбляжем, полученными в результате дадаистского или сюрреалистического примера, или даже с трёхмерными работами или настоящими скульптурами (Ли Бонтеку, Марсьяль Райс, Даниэль Шпёрри и т. д.).

## События
Жан Фотрие превозносит материальность своих картин и показывает их «объектам». К нереальности абсолютного «неформального», которое, по его мнению, не может быть лишено реальной части, чтобы вызвать эмоцию, он добавляет протест против практики «освобождённой конфигурации», формула которой также применима и к другим художника, таким как Вольс или Анри Мишо.
Жан Полан пишет о технике Жана Фотрие, что он сам сделал себе материал, в котором хранятся акварель и фреска, темпера и гуашь, где измельчённая пастель смешивается с маслом, чернилами и бензином. Все поспешно наносится на жирную бумагу и покрытие прилепляется к холсту. Двусмысленность, в некотором смысле, оставляет предмет.
В контексте, в котором доминирует экзистенциализм, Жан Дюбюффе представляет своё искусство как творческий процесс, от которого зритель должен быть в состоянии пережить развитие благодаря следам, оставленным художником. Он исследует несколько методов обработки своих полотен (Paysage Vineux, (1944 год); Dhôtel nuancé d’abricot, (1947 год); La Mer de peau, (1958 год), серий полотен Hautes Pâtes (1946 год), Pâtes battues (1953 год), Peintures laquées (1954 год) он использует различные виды ассамбляжа. Венгерский художник Золтан Кемени будет использовать те же приёмы, добавляя куски металла, например работа Orient Fair (1948 год), он использует рельефный коллаж на панели, раствор, масло, штукатурка, металл, ветошь.
Антони Тапиес, выставляя впервые свои работы в 1948 году в Салоне I октября в Барселоне, показывает особый интерес к порезам, разрезам, узлам и царапинам в его композициях. Он описывает свои работы как «поля битвы, где раны размножаются бесконечно», лишённые всех анекдотических черт и «поддерживающие, как он говорит, все воображаемые, бессознательные, анахроничные импульсы …». Он также проводит исследования по этому вопросу. Графические и пластиковые элементы, которые он использует, находятся на холсте, образуя собственную вселенную. Он обрабатывает поверхность, а также использует технику импасто, соскоба, а также технику коллажа. Именно путём смешивания клея и красителя, иногда связанного с песком, пылью, землёй, мраморной пудрой, бархатом, соломой, бумагой и такими предметами, как тряпки, верёвки или одеяла, Тапиес находит совершенно оригинальную среду, материал, с помощью которого он выражает глубину, формы, тень, свет, работая с помощью инструментов, а также и с собственным телом. В этом вопросе, твёрдом, толстом, песчаном, в этой текстуре, которая является одновременно магмой, лавой и илом, художник вписывает, надрезы и порезы. Крест, принимает различные формы, пятна, прямоугольные формы (которые похожи на замкнутые пространства, стены, закрытые ставни), литера Т в качестве подписи являются повторяющимися элементами его пластической лексики. Из его работ можно отметить (Collage de riz et cordes, 1949 год; Le feu intérieur, 1953 год; Peinture avec croix rouge, 1954 год; Rideau de fer au violon, 1956 год). В 1960-х годах он сотрудничал с Маноло Милларесом, Антонио Саурой и многими другими художниками.
В 1948 году Альберто Бурри выставил свои первые абстрактные работы в Galería La Margherita в Риме, а затем в 1949 году в Париже в Salon des realités nouvelles. Именно этим временем датируются его серии "Catrami " (гудроны) и "Muffe " (гнили). В 1950 году он основал художественную группу Origin с Етторе Колла . Затем он развивает технику коллажа и вводит в свою живопись использование разнородных элементов, заимствованных из повседневной реальности, используя вместе с тем материалы которые разлагаются при использовании, такие как обожжённое дерево и тряпки. Его исследования, которые представляют непосредственный интерес для критиков, вызывают размышления об «эстетике отходов», которые имеют решающее значение для арт брюта и нового реализма. В 1952 году он начал делать свою знаменитую серию " Sacchi " (сумки), в которую он включил мешки из мешковины, которые он раскрашивал, соскребал и окунал в клей перед тем, как покрывать их использованной тканью, и прочими материалами. С 1969 года он использовал в своих работах куски древесины, ржавые металлические листы деформированные от большого нагрева, сгоревший пластик. С 1973 года он начал создавать серию «Cretti» (трещины), работы представляли собой очень большие композиции, в которых использовались смолы, напоминающие о растрескивании высушенной на солнце грязи. Использование трещин в качестве ритмического процесса напоминает древнюю китайскую керамику (Чезаре Бранди). Наконец, в 1970-х годах Бурри начал вводить в свои работы целлотекс (смешанные опилки и клей) с очень небольшим количеством цветов: чёрный, белый и золотой.
Ещё в 1949 году Лучо Фонтана начал рисовать монохромные поверхности и «плохо обращаться» с ними, проделывая отверстия или надрезы на холсте. Новый тип работ он называет «Космическая концепция». В 1950 году он основывает спациализм, движение, в котором участвовали и другие художники, таких как Роберто Криппа, Энрико Донати и Эмилио Сканавино. Художники-специалисты больше не привязывают себя к цвету и живописи холста более, чем для того, чтобы создать на нём изобразительную конструкцию трёхмерного характера, мотивированную захватом движения в пространстве-времени через осознание скрытых природных сил элементарных частиц и света, которые неконтролируемо действуют на поверхности холста.
Из-за несчастного случая, повредившего одну из картин художника, запланированную для выставки в Париже, Фонтана затем устанавливает это повреждение суверенным жестом царапин, ударов кулаком и надрезания плоскости картины лезвием, бритвой, резаком, чтобы раскрыть трёхмерное пространство.
Жак Доусе из группы КОБРА также меняет поверхность некоторых своих картин, например «Equilibrists» (1948 год), и среди художников-членов группы Гутай, основанной в Японии Дзиро Ёсихаро и показанной в Европе Мишелем Тапи. Так Казуо Сирага рисует босыми ногами, полотна создаются когда художник, держась за свисающую с потолка верёвку, создаёт произведение только ногами, в то время как Сёдзо Симамото раздирает картину, повреждает холст и использует пушку, которая проецирует эмалированную краску. Артистические выступления группы Гутай очень сильно повлияют на движение Fluxus.

## Художники
- Жан Фортрие
- Жан Добюффе
- Антони Тапиес
- Лучо Фонтана
- Ферруччо Бортолуччи
- Золтан Кемени
- Бернард Реквихо
- Энрико Донати
- Роберто Криппа
- Альберто Бурри
- Этторе Колла
- Эмилио Сканавино
- Маноло Милларес
- Антонио Саура
- Ксавье Ориах
- Джузеппе Бертини
- Тоти Шиалоя
- Ансельм Кифер
- Жак Дусе
- Дзиро Ёсихара
- Кадзуо Сирага
- Сёдзо Симамото
- Мишель Фрер
- Анхель Алонсо
- Мигель Барсело